# Глухівський період

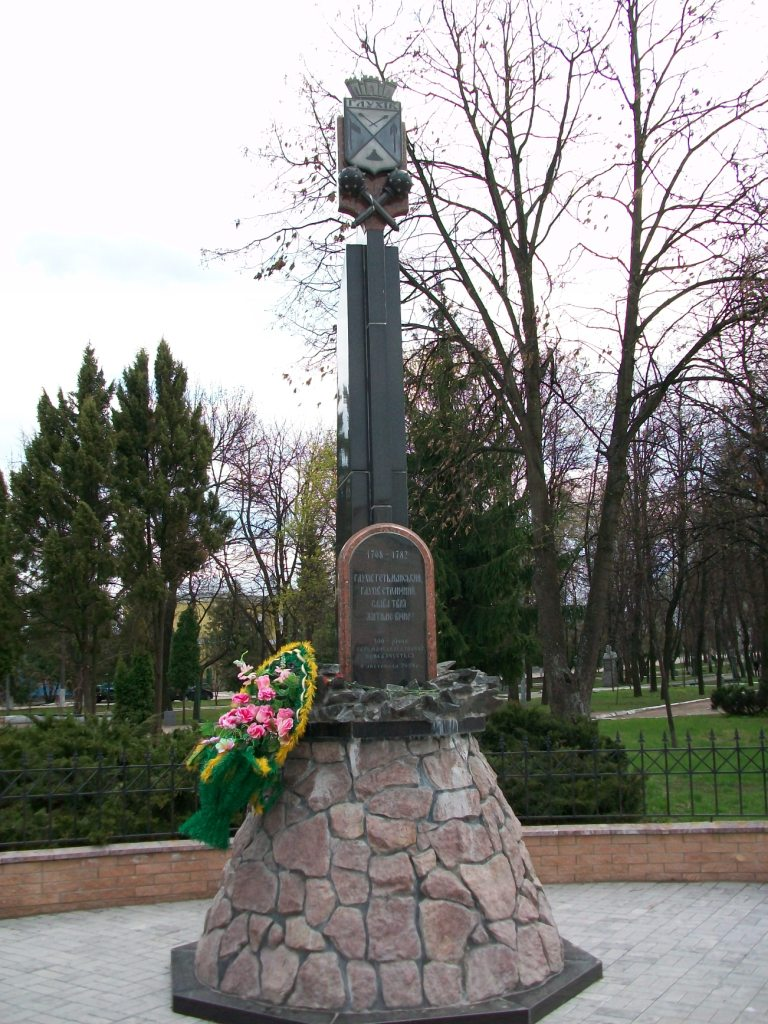
Пам'ятний знак з нагоди 300-річчя проголошення Глухова Гетьманською столицею, урочисто відкритий 6 листопада 2008 року

Глухівський період в історії Гетьманщини — це історичний період з 1708 року по 1784 рік, коли місто Глухів, опісля знищення Батурина, було столицею Гетьманщини і стало резиденцією українських гетьманів. Початково, через недовіру до козаків, гарнізон складався з російських військ. Термін впроваджено у 1998 році науковцем з Глухова Валерієм Белашовим, на означення великих здобутків цього періоду у політиці, культурі та освіті.. Також цей термін використовує науковець Віктор Васильович Вечерський.
Також історик Михайло Пасічник у навчальному посібнику «Історія України» пропонує цей період називати «Глухівська доба в історії гетьманської держави на Лівобережжі (1708—1782 рр.)». Адже він «знаменує найвищий розквіт діяльності нової української еліти, до якої належала передусім генеральна, полкова і сотенна старшина, її державотворчі змагання визначили хід української історії XVIII ст., а смаки й уподобання забезпечили „золоту добу“ українського барокового мистецтва.»
5 — 6 листопада 2008 року в Глухові проходило відзначення 300-річчя з часу проголошення міста столицею Гетьманської та Лівобережної України.

## Гетьмани Глухівського періоду

### 1708—1722 роки: Іван Скоропадський

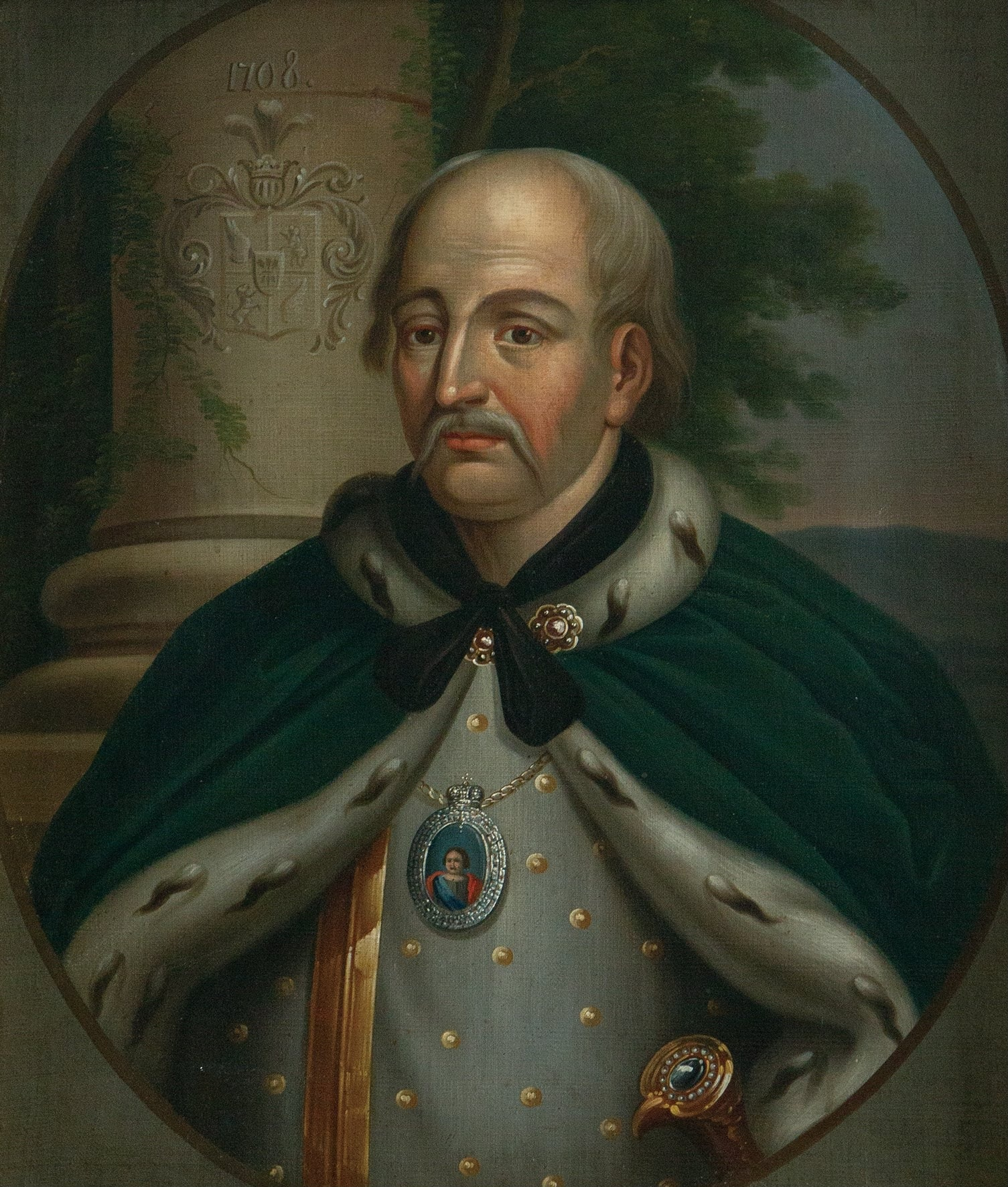
Іван Скоропадський

Іва́н Скоропа́дський (*1646 — †14 липня 1722) — український військовий, політичний і державний діяч. Гетьман Війська Запорозького, голова
козацької держави в Лівобережній Україні (1708-1722). Представник козацького роду Скоропадських. Старший син Іллі Скоропадського. Генеральний бунчужний (1698-1699), генеральний осавул (1701-1706), стародубський полковник (1706-1708). Гетьман Глухівського періоду в історії України. Після переходу Мазепи на бік шведів, призначений головою Гетьманщини з волі московського царя Петра І. Безуспішно намагався протистояти московським планам ліквідації козацької автономії.

#### Обрання гетьмана у Глухові
17 (6) листопада 1708 року на спеціальній раді, яка проходила на майдані між Троїцьким собором та Миколаївською церквою під пильним оком російських урядовців та за умови оточення козацької ради царськими військами Білозерського полку гетьманом був обраний стародубський полковник Іван Скоропадський (1646—1722).
Брат його дружини Анастасії і чоловік її сестри в цей час служили Івану Мазепі.
Спочатку дяк посольського наказу Михайло Родостамов прочитав грамоту про відкриття Ради. Потім Князь Григорій Долгорукий вручив гетьману Лівобережної України Івану Скоропадському царську грамоту, гетьманську булаву і військові клейноди. У присутності ради новий гетьман по присяжному листу посольського наказу прийняв присягу, відрекомендувався царю і вельможам.
Цілий день у гетьманській садибі йшло гуляння старшин і люду, відбувалася гарматна стрілянина, у людський натовп кидали гроші у паперових згортках від семи алтин до гривні. З цього часу Глухів було проголошено столицею Лівобережної України.
7 листопада 1708 року цар Петро І у своїй грамоті затвердив Івана Скоропадського на вищій посаді в Україні.

#### Генеральний уряд Скоропадського
За правління гетьмана, верхівку влади складала генеральна старшина. До складу Генеральної військової канцелярії входили писар Савич Семен (генеральний писар) (голова канцелярії), два судді Іван Чарниш та Іван Ніс, два осавули (у різні роки — Степан Бутович, Василь Жураківський, Антін Гамалія та Петро Валькевич), а також генеральний хорунжий Іван Сулима та бунчужний Яків Лизогуб.
Генеральна старшина формувала при гетьмані дорадчий орган — Раду старшини.

### 1722—1727 роки: Перша Малоросійська колегія

План Глухівської фортеці 1724 року інженера Валлена

Перша Малоросійська колегія — це державний орган царської влади для управління українськими землями та контролю за діяльностю українського гетьмана та генеральної старшини, що існував з 16 (27) травня 1722 р. до вересня 1727 р.
Керував Малоросійською колегією Степан Вельямінов (1670—1737) — російський державний діяч, Президент Першої Малоросійської колегії (1722—1726 рр.) у м. Глухів.
Гетьманщина виводилася з підпорядкування колегії іноземних справ і підпорядковувалася сенатові як звичайна провінція імперії. Колегія перебрала все адміністративне керівництво Лівобережною Україною.
Колегія складалася з голови колегії — С. Вельямінова та ще з «…шістьма людьми, з штаб-офіцерами, та при тій же Колегії Прокурорам погодно, з зміняється з Гвардії Капітаном або капітан-поручик».
У 1727 році у зв'язку з загостренням російсько-турецьких відносин царський уряд, намагаючись залучити на свій бік козацьку старшину, ліквідував Малоросійську колегію (указ Петра II від 29.9.1727 року) і поновив гетьманство.

### 1722—1724 роки: Павло Полуботок
Вища козацька старшина, що зібралася на старшинську раду в Глухові у липні 1722 року, управління Гетьманщиною передала чернігівському полковнику Павлу Полуботку як наказному гетьману та звернулась до Петра І й Сенату з проханням дати дозвіл на проведення нових гетьманських виборів.
Павло́ Полубо́ток (бл.1660 — † 1724) — український військовий та політичний діяч. Полковник чернігівський, наказний гетьман Війська Запорозького Лівобережної України (1722—1724). Гетьман Глухівського періоду в історії України. Під час Північної війни виступив на боці Петра I. Заарештований за підписання Коломацьких чолобитних та супротив діяльності Малоросійської колегії. Помер в ув'язненні на території Петропавлівської фортеці.

#### Колегія Генеральних старшин
Але Петро І дозволу на проведення нових виборів не дав. Він навіть не визнав за Павлом Полуботком повноважень наказного гетьмана, доручивши тимчасове управління Гетьманщиною Колегії Генеральних старшин у складі Павла Полуботка, генерального писаря Семена Савича та генерального судді Івана Черниша, причому, спільно з Малоросійською колегією.

### 1727—1734 роки: Данило Апостол

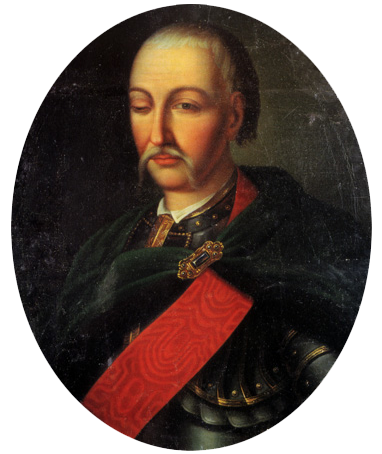

Дани́ло Павлович Апо́стол (14.12.1654 — † 29.1.1734) — український військовий, політичний і державний діяч. Гетьман Війська Запорозького, голова Гетьманщини на Лівобережній Україні (1727-1734). Гетьман Глухівського періоду в історії України.

#### Відновлення гетьманства
Малоросійська колегія і, зокрема її керівник Степан Вельямінов потрапив в немилість до князя Олександра Меншикова, який фактично керував Російською імперією за правління імператриці Катерини І (1725—1727). Колегія запровадила нові податки з українських землевласників, серед яких виділявся О. Меншикова, який мав чи не найбільше землі та маєтків.
До того ж, через зростання напруженості російсько-османських відносин, наближалася велика війна з Туреччиною. Тому царський уряд хотів мати серед своїх союзників і українських козаків.
Влітку 1727 року імператор Петро II (в уряді якого головну скрипку, до вересня 1727 року, грав Олександр Меншиков), в умовах підготовки до нової війни, ліквідував Першу малоросійську колегію і дозволив обрати нового гетьмана.

#### Обрання гетьмана
З цією метою до Глухова у червні 1727 року відправили таємного радника Росії Федора Наумова з дорученням провести вибори гетьмана та полкових старшин в Україні. На проведеній конференції козацьких старшин і представників духовенства назвали кандидатуру гетьмана — миргородського полковника Данила Апостола.
73-річний Данило Апостол одразу після свого обрання гетьманом Лівобережної України 1 (12) жовтня 1727 року у Глухові розпочав активну роботу щодо відродження автономії України.
У 1728 році новообраний гетьман їздив на коронацію Петра II, де подав петицію про відновлення державних прав України на основі Березневих статей Богдана Хмельницкого 1654 року. В історію цей документ увійшов під назвою «Рішительні пункти».
Реформи Апостола, що опирались на підприємливі верстви суспільства, сприяли відродженню економіки Лівобережної України: зростала торгівля, активно розвивалися ремесла та промисли. Гетьманом також проводилась реформа судочинства.
У 1729—1730 pp. було проведене так зване Генеральне слідство про маєтності. Під час проведення дослідження на основі документів і повідомлень старших людей, було виявило неконтрольоване роздавання сіл у приватне володіння. Наслідком цієї кампанії було визначено і повернуто в державне користування рангові (державні) землі, які були безпідставно захоплені в приватне володіння.
Український історик Дмитро Дорошенко так оцінив роль Данила Апостола в історії України:
|  | «Його шестирічне гетьманство було коротким ясним променем на темному тлі українського життя після занепаду Мазепи. Йому вдалося зміцнити гетьманську владу й авторитет гетьмана всупереч російській і місцевій українській владі» . |

### 1734—1750 роки: Правлі́ння гетьма́нського у́ряду

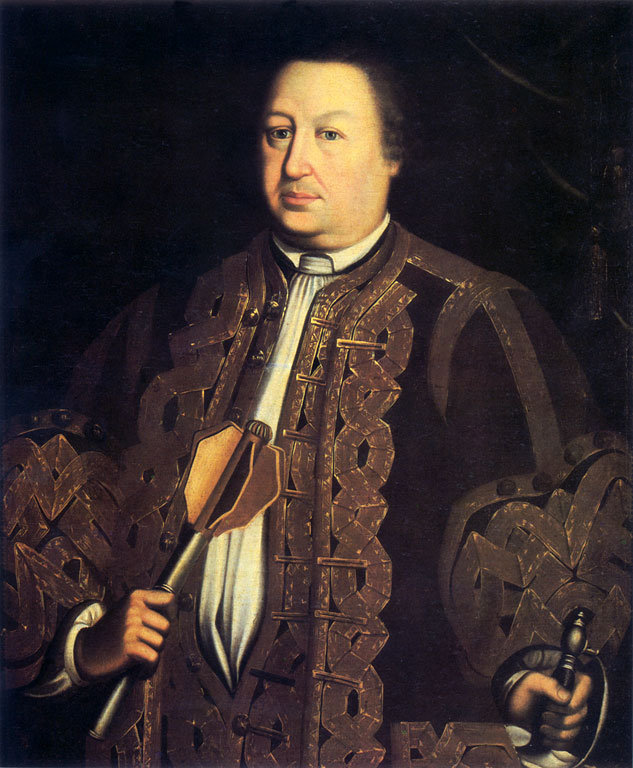
Член Правління гетьманського уряду Афанасій Радищев

Правлі́ння гетьма́нського у́ряду — уряд, в якому три українських та три російських чиновники в 1734—1750 роках здійснювали управління Гетьманщиною. Цей вищий орган влади розміщувався у Глухові. Він, як найвища апеляційна інстанція, підпорядковувався Сенату через Канцелярію малоросійських справ.
В історичній літературі зустрічається декілька інших назв цього органу влади. Спочатку Тимчасове правління в Малоросії, а потім Канцелярія міністерського правління.
До Правління входило шестеро осіб. Однак, Головою Правління постійно призначався хтось із росіян. Наприклад, це князі Олексій Іванович Шаховськой та Барятинський Іван Федорович, граф Рум'янцев Олександр Іванович та інші.
З 1746 року правління стало колегіальним. Одночасно правили шість урядовців. Український бік представляли генеральні старшини: суддя Лисенко Федір Іванович (?—1751), генеральний підскарбій Скоропадський Михайло Васильович (1697—1758) і генеральний осавул Валькевич Петро Васильович.
Три були росіянами: бригадир Ільїн Іван Кондратович (1688—1747), полковники Ізвольський Олексій Петрович та Челіщев Іван Алферович.

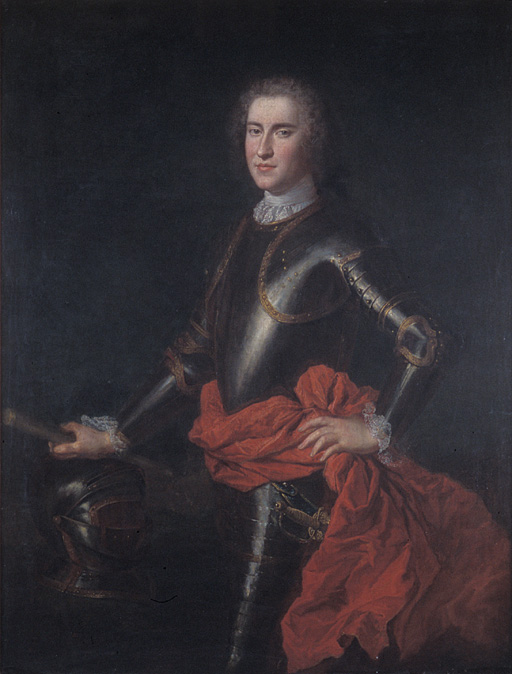
Джеймс Френсіс Едвард Кейт — засновник масонства на українських землях у складі Російської імперії

#### Масонство в Україні
За керування Лівобережною Україною на чолі Правління гетьманського уряду (в 1740—1741 роках) шотландського дворянина Джеймса Френсіса Едварда Кейта (1696—1758) масонство, очевидно, з Глухова поширювалось українськими містами..
Він, будучи Великим Провінційним Майстром масонерії Російської імперії, посвячує до масонства представників української аристократії Григорія Пилиповича Орлика, майбутнього українського гетьмана Кирила Григоровича Розумовського та інших.

#### Права, за якими судиться малоросійський народ
У Глухові в 1743 році було створено видатний правовий документ 18 століття «Права, за якими судиться малоросійський народ». Над ним протягом 15 років постійно працювали 12-18 найкращих правників Василь Стефанович, генеральний осавул Петро Валькевич, С.Столповський, В.Лисаневич та інші.
Кодифакаційну комісію очолювали генеральний суддя Іван Владиславович Бороздна та генеральний обозний Яків Юхимович Лизогуб (1675—1749).
Робота завершилась 8 (19) липня 1743 р. На пленум, скликаний Генеральною військовою канцелярією, до м. Глухова зібрались всі члени кодифікаційної комісії аби підписати проект Кодексу під назвою «Права, за якими судиться малоросійський народ».
Однак, складений проект Кодексу не був офіційно затверджений в Сенаті. Адже, на відміну уніфікації українського і російського законодавства (як це говорилось у наказі 1728 року), «Права…» відображали деяку відмінність українського законодавства і суперечили політиці російського уряду.

#### 1747 рік: відновлення гетьманства
З приходом до влади в 1741 році імператриці Єлизавети І Петрівни (1709—1762) почалась лібералізація життя в Лівобережній Україні. На вимогу козацької старшини російська влада у 1743 р. скасувала ряд «нововведень» правління.
У травні 1747 року, імператриця визнала вимоги козацької старшини, які підтримав її чоловік Олексій Розумовський (1709—1771), щодо повернення гетьманства. Було видано іменний указ «Про Буття в Малоросії гетьманові за колишніми норовами і звичаями» [Архівовано 4 серпня 2016 у Wayback Machine.].
Однак, Правління гетьманського уряду було ліквідовано лише через три роки — в 1750 році.

### 1750—1764 роки: Кирило Розумовський
Розумовський Кирило Григорович (29 березня 1728 — 21 січня 1803) — український військовий, політичний і державний діяч. Останній гетьман Війська Запорозького в 1750—1764 рр, граф Російської імперії, генерал-фельдмаршал.

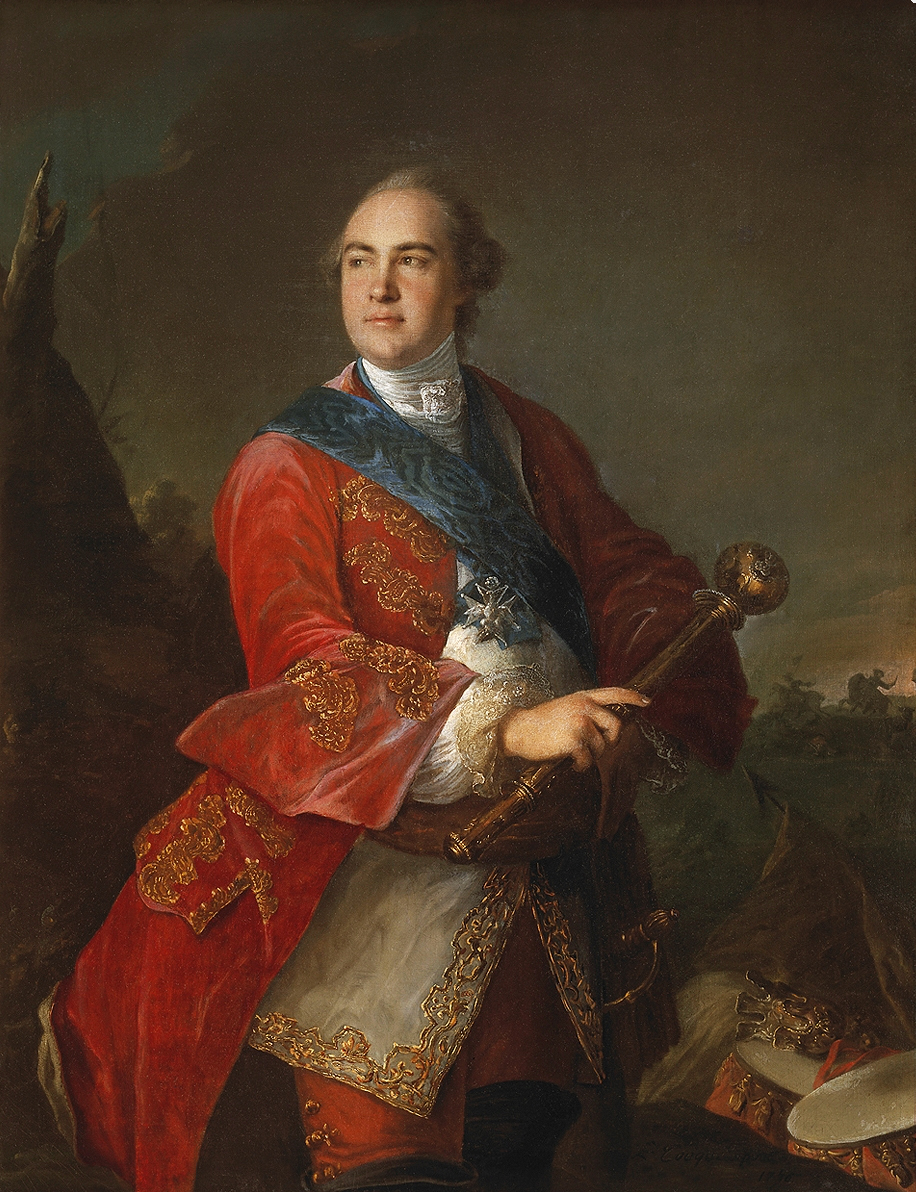

Обраний 22 лютого 1750 року заочно у Глухові. Вступив у своє правління лише 23 червня 1750 року. Однак, прибув до столиці Лівобережної України лише через рік. Після отриманого наказу імператриці Єлизавети І Петрівни.
Політика гетьмана носила патріотичний та лобістський характер стосовно розвитку українських земель. Економічна та політична опіка Лівобережної України була можлива завдяки зв'язкам К.Розумовського при імператорському дворі.
До складу Генеральній канцелярії гетьмана Кирила Розумовського протягом півтора десятиліття входили майже 20 видатних діячів того часу. Серед них
Генеральний писар Безбородько Андрій Якович, Туманський Василь Григорович, суддя Горленко Яким Іванович, Генеральний осавул Якубович Яків Дем'янович, генеральний хорунжий Ханенко Микола Данилович та Апостол Данило Петрович та інші.
Однак велика влада також зосереджувалась в руках першого секретаря українського гетьмана Григорія Теплова, який поступово перетворився на негласного правителя Лівобережної України.
За правління останнього українського гетьмана у Глухові регулярно проходили загальні з'їзди старшини. На яких обговорювались і приймались рішення з найважливіших справ. Ці з'їзди за способом їх проведення і за характером питань які на них розглядались, поступово набували рис українського сейму.

#### Глухівська петиція 1763 року
У вересні 1763 року К.Розумовський скликав у Глухові велику старшинську раду. На ній було представлено по двоє старшин та по двоє сотників від кожного полку (всього — 40 осіб). На раді також були присутні і мали право вирішального голосу 56 бунчукових товаришів і 38 військових товаришів.
Тут було вироблено та затверджено документ під назвою «Прохання шляхетства і старшин разом з гетьманом про відновлення різних старовинних прав Малоросії».
Після цього було складено ще окрему чолобитну на ім'я Катерини II, де йшлося про запровадження спадкового гетьманства в Україні — після смерті Кирила Розумовського козаки повинні були обирати гетьмана лише із його прямих спадкоємців.
Чолобитну до цариці підписали майже всі полковники та сотники, а також генеральний писар Василь Туманський, генеральний підскарбій Василь Гудович та генеральний суддя Олександр Дублянський.
За таке свавільство, Катерина ІІ викликала К.Розумовського до Санкт-Петербурга де примусили зректися гетьманства в 1764 р.

### 1764—1782 роки: Друга Малоросійська колегія

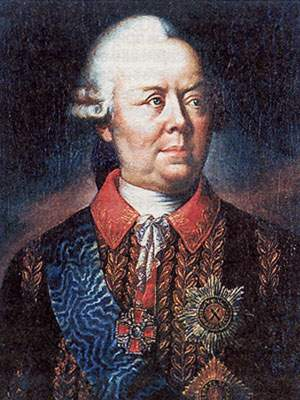
Петро Рум'янцев

Президентом другої Малоросійської колегії і генерал-губернатором Малоросії було призначено відомого російського полководця графа Петра Олександровича Рум'янцева (1725—1796). До Глухова приїздила його дружина Катерина Рум'янцева.
До складу колегії увійшли генерал-майор Яків Іларіонович фон Брандт (1716—1774), полковник князь Платон Степанович Мещерський (1713—1799) і два інші російські чиновники (полковники Осип Іванович Хвостов та Дмитро Кирилович Натальїн).
З української сторони членами колегії були призначені: генеральний обозний, генерал-майор російської армії Семен Васильович Кочубей, генеральний писар, статський радник Василь Григорович Туманський, генеральний осавул, полковник Журавка і генеральний хорунжий, полковник Апостол. Прокурором призначався підполковник Семенов
У «секретній» інструкції П. Рум'янцеву щодо управління краєм Катерина II наполегливо рекомендувала:
- знищити всі залишки української автономії;
- закріпачити селян;
- здійснювати пильний нагляд за розвитком економіки;
- усіляко збільшувати збір податків з населення.

Для зручності управління П.Рум'янцев видав у 1765 році Указ про створення регулярної пошти на лініях Глухів-Київ, Глухів-Полтава, Глухів-Чернігів, Глухів-Переяслав, Глухів-Почеп та інших. До цього пошто¬вий зв'язок існував між Києвом, С-Петербургом, Москвою і Царградом (Стамбулом).
Також у 1765—1769 роках було проведене Генеральний або Рум'янцевський опис населення і господарств на Лівобережній Україні.

## Значимість періоду

### Глухів— політичний центр
Глухів у статусі столиці Гетьманщини у XVIII столітті перетворився у політичний центр України. В ньому розмістилася Генеральна військова канцелярія разом з іншими вищими урядовими установами.
Водночас Глухів став центром розвитку ідеології українського державотворення. Саме тут наказний гетьман Павло Полуботок відстоював права і вольності українського народу, а щоденники генеральних канцеляристів Миколи Ханенка «Діаріуш або Журнал» (записи першої половини 1722 р.), «Щоденник генерального хорунжого Миколи Ханенка» (1727—1731 рр.; 1742—1753 рр.), Якова Марковича, Пилипа Борзаківського, Павла Ладинського, багатотомні щоденники-хроніки невідомих авторів стали новою формою літописання і вираження національного патріотизму.

### Глухів— культурний центр
У XVIII столітті у Глухові були створені перший аматорський та перший професійний театри.
У 1730 р. розпочалося навчання в Глухівській музично-співацькій школі, де отримали початкову музичну освіту видатні діячі світової музичної культури, основоположники духового хорового співу XVIII ст., композитори Максим Березовський та Дмитро Бортнянський.

### Видатні особистості
В Глухові в цей час жили і працювали:
- перекладач Генеральної військової канцелярії Дівович Семен Данилович — автор віршованого діалогу «Розмова Великоросії з Малоросією»,
- український філософ, просвітник-демократ Яків Павлович Козельський
- представник історіографії української державності Симоновський Петро Іванович
- юрист Артем Кравець та інші.